# Jean-Baptiste Kindermans
Jean-Baptiste Kindermans (28 février 1821 à Anvers – 11 août 1876 à Bruxelles) était un artiste-peintre belge spécialisé dans la représentation de paysages.

## Biographie
Né d’un père d’origine suisse qui occupait un emploi de cordonnier militaire, Jean-Baptiste vint habiter Namur avec sa famille en 1831 et y fréquenta l’Académie de peinture (1836-1840), placée sous la houlette de Ferdinand Marinus. Ses condisciples s’appelaient alors Louis Bonet, Joseph Quinaux et François Roffiaen.
Sa première œuvre, exposée au salon de Bruxelles de 1842, était une « Vue des bords de la Meuse », mais une nature plus sauvage l’attira bientôt et il se mit à parcourir les vallées de l’Amblève, de la Lesse et de la Semois où le village de Dohan devint son lieu de villégiature préféré.
En 1848, l’État fit ainsi l’acquisition d’une « Vue de l’Amblève » qu’il remit au musée de peinture de Bruxelles.
En 1863, le roi Léopold Ier le nomma chevalier de son ordre et, plus tard, il lui commanda deux grandes toiles décoratives qui devaient contribuer à orner son palais.
Une de ses dernières œuvres, « Les grands chênes du rendez-vous de chasse » fut acquise par Pierre Van Humbeeck, prochain ministre libéral de l’enseignement, le premier auquel la Belgique eût jamais songé à confier spécifiquement cette matière.
Vainement opéré pour un cancer de la langue, Jean-Baptiste Kindermans mourut après de longs mois de souffrance.